# Rodolfo Tin
Rodolfo Tin (11 marzo 1963) è un ex giocatore di calcio a 5 argentino.

## Carriera
Utilizzato nel ruolo di giocatore di movimento, come massimo riconoscimento in carriera ha la partecipazione con la Nazionale di calcio a 5 dell'Argentina al FIFA Futsal World Championship 1989 dove l'albiceleste è giunta alla seconda fase, eliminata nel girone comprendente Paraguay, Brasile e Stati Uniti.